# Bristol M.1
Bristol M.1 – brytyjski samolot myśliwski z okresu I wojny światowej.

## Historia
Bristola M.1 skonstruował Frank Barnwell. Konstruując samolot założył on, że najważniejszą cechą samolotu myśliwskiego jest szybkość i w związku z tym wybrał dla konstruowanej maszyny układ jednopłata o starannie opracowanej aerodynamice. Prototyp samolotu oblatano w 1916 roku. Miał on oznaczenie M.1A. Próby wykazały, że nowy samolot jest szybki (prędkość 205 km/h na wysokości około 2000 m) i zwrotny. Jednak pomimo tego Royal Flying Corps nie zamówił początkowo nowego myśliwca. Samolotowi zarzucono, że jego pilot posiada słaba widoczność w dół oraz uznano, że posiada zbyt dużą prędkość lądowania (80 km/h) i za długi dobieg (100 m). W związku z tym powstała seria prototypowa kilku samolotów oznaczonych jako M.1B wyposażonych w płat z podcięciami w miejscu połączenia z kadłubem, polepszającymi widoczność w dół. W 1917 roku zamówiono 125 seryjnych samolotów oznaczonych jako M.1C. Uzbrojono w nie kilka dywizjonów RFC operujących w Mezopotamii, Palestynie i Macedonii. Pomimo przydzielenia samolotów do jednostek większość wyprodukowanych samolotów nie została nigdy zmontowana i do zakończenia wojny przeleżała w skrzyniach. Nieliczne samoloty użyto bojowo, a latający na nich piloci zestrzelili kilka niemieckich samolotów.
Sześć Bristoli M.1C sprzedano podczas wojny Chile. 12 grudnia 1918 roku na jednym z nich Dagoberto Godoy jako pierwszy człowiek przeleciał nad Andami. Jego lot rozpoczął się w Santiago, a zakończył się w Mendozie.

## Opis
Bristol M.1C był samolotem jednopłatowym. Kadłub z kratownicą krytą płótnem, w przedniej części o przekroju zbliżonym do kołowego. Płat z eliptyczną krawędzią natarcia i prostą spływu, dwudźwigarowy, mocowany do górnych podłużnic kadłuba. Płat usztywniono przy pomocy cięgien biegnących do piramidki antykapotażowej i dolnych podłużnic kadłuba.
Samolot był napędzany silnikiem rotacyjnym Le Rhône 9J o mocy 80 kW.
Bristol M.1C był uzbrojony w pojedynczy karabin maszynowy Vickers kalibru 7,7 mm zamontowany w kadłubie, przed kabina pilota. Karabin maszynowy wyposażony był w synchronizator Constantinesco.